# 石山 (北朝鮮の政治家)
石山（ソク・サン、석산、1902年 - 没年不明）は、朝鮮民主主義人民共和国（北朝鮮）の政治家。金日成が率いる朝鮮労働党の主流派である満州派に属していた。

## 経歴
1902年、咸鏡北道に生まれる。
中国東北部で抗日パルチザンに参加。日満軍警の討伐によりソ連領内に逃れ、ソ連軍偵察部隊の要員として活動。
1948年、黄海道内務部長。同年9月、民族保衛省政治保衛処長。
1950年6月、朝鮮人民軍前線司令部（司令官：金策）安全局長。
1951年、民族保衛省政治安全局長。
1956年4月、朝鮮労働党中央委員会委員候補。
1959年7月、民族保衛副相。
1960年11月、内務相。
1961年9月、朝鮮労働党中央委員会委員。
1962年10月、最高人民会議第3期代議員。社会安全相（警察機関に相当）。1969年に粛清されて失脚した。

## 人物
呂政は、1954年に初めて会った際に好印象を受けたという。顔色も唇もひと際黒く、愛想がよく、形式にこだわらなかった。
朝鮮戦争中、人民軍政治安全局長だった石山は将校、将校らの道徳的堕落に関する報告を数えきれないほど受けた。彼らの風紀紊乱は兵士の士気を損なわせ反発心を煽り、人民軍の網紀は乱れに乱れていた。問題が深刻であると判断した石山は1951年秋、金日成に事態を報告し、女子軍を弄んだ将校を厳罰に処すべきだと申し立てたが、金日成は「きみは利口な人間だとばかり思っていたが、意外と了見が狭いんだな」と返した。最高司令官である金日成の言葉に高級指揮官はいっそう堕落することになった。
1963年秋、石山は慈江道の教化所を訪問した。これに反党宗派分子として投獄された人々の中で石山の部下だった多くの囚人たちの表情が一変した。石山は趙輝（元咸鏡南道安全局長）に近づいて何の仕事をしているか聞き、それに趙輝は泣き声で返事をし、韓虎燦と権徳熙（元平安北道安全部長）の目もうるんでいた。また呂政にも気づき「元気そうだね。思想修養をしっかり」と一言投げかけた。この石山の訪問で囚人たちは希望を抱いたが、状況は変わらず「石山という奴も金日成とまったく同じ畜生だ」と甘い夢を抱いた自分の愚かさを嘲笑った。